# Skydance Media
Skydance Media, LLC (anteriormente conhecida como Skydance Productions) é uma produtora americana com sede em Santa Monica, Califórnia. Fundada por David Ellison em 2006, a empresa firmou uma parceria de cinco anos para co-produzir e cofinanciar filmes com a Paramount Pictures a partir de 2009, e renovou o acordo duas vezes até 2021.
A empresa é especializada em cinema, animação, TV e videogames.
Em 2024, a Paramount Global chegou a acordo sobre a fusão com o estúdio de cinema independente Skydance. O acordo, que avalia a futura empresa, que conservará o nome Paramount, em 28 mil milhões de dólares (25,8 mil milhões de euros ao câmbio atual), põe termo a mais de meio ano de negociações.

## História
Skydance Productions foi formada em 2006 por David Ellison. O primeiro filme da empresa foi Flyboys (2006), estrelado por Ellison e co-financiado pela Metro-Goldwyn-Mayer.
No outono de 2009, a Skydance e a Paramount Pictures assinaram um acordo de co-financiamento, produção e distribuição de cinco anos, com a Paramount detendo a opção adicional de distribuição. Antes de agosto de 2010, a Skydance contratou Dana Goldberg, ex- Village Roadshow Pictures , para supervisionar o desenvolvimento e a produção. Em agosto de 2010, com a parceria da Paramount e um investimento de capital da então sexta pessoa mais rica do mundo, o pai de Ellison, Larry Ellison, a Skydance levantou $ 350 milhões em capital e crédito para cofinanciar seus filmes.
Em 1º de maio de 2013, a Skydance lançou a Skydance Television, contratando Marcy Ross como presidente da divisão. Skydance renovou seu contrato com a Paramount no verão de 2013 por mais quatro anos.
Em 2014, Jesse Sisgold ingressou na Skydance como Presidente de Negócios e Planejamento Estratégico e, posteriormente naquele ano, foi promovido a Diretor de Operações. Ele foi novamente promovido em 2017 a Presidente e COO.
Em março de 2014, Don Granger ingressou na empresa como o recém-criado EVP Feature Productions, e se reportaria a Dana Goldberg, Diretora de Criação da empresa.
Em março de 2015, Anne Globe ingressou na empresa como Diretora de Marketing.
Mais tarde naquele mesmo ano, a Skydance levantou US$700 milhões em novos financiamentos. O refinanciamento incluiu US$200 milhões em ações de um grupo de investidores e uma linha de crédito de US$ 500 milhões do JP Morgan Chase. Em 3 de maio de 2016, a Skydance Media usou parte de seu novo financiamento para comprar a desenvolvedora de jogos The Workshop Entertainment, Inc. A Workshop Entertainment foi renomeada e organizada como Skydance Interactive, LLC. A empresa de David Ellison também criou um selo de produção chamado Uncharted em dezembro de 2016, a fim de abrigar conteúdo que está fora do gênero de ação, ficção científica ou fantasia.
Em 16 de março de 2017, a Skydance lançou a divisão Skydance Animation, formando uma parceria de vários anos com a Ilion Animation Studios, com sede em Madrid. Com dois projetos já em desenvolvimento, com um deles originalmente planejando ser lançado em março de 2021. Em agosto de 2017, Skydance e Paramount renovaram seu contrato por mais quatro anos até 2021, com a adição dos filmes da Skydance Animation para distribuição.
Em 25 de janeiro de 2018, a Tencent comprou uma participação minoritária de 5% a 10%. Jun Oh foi contratado pela Skydance Media como Chefe de Assuntos de Cinema, Interativos e Jurídicos em outubro de 2018.
Em fevereiro de 2020, RedBird Capital Partners e CJ ENM investiram na empresa.
Em abril de 2020, a Skydance Media nomeou a executiva de entretenimento veterana Stephanie Kyoko McKinnon para o cargo recém-criado de consultora geral.
Em 20 de outubro de 2021, a Skydance contratou o produtor veterano Jon Weinbach para liderar uma nova divisão chamada Skydance Sports, que desenvolveria conteúdo relacionado a esportes com e sem roteiro. Em janeiro de 2022, Skydance assinou um contrato plurianual com a Apple TV+. Embora isso encerrasse seu acordo com a Paramount, a Skydance continuaria trabalhando com o estúdio em suas franquias (incluindo Missão: Impossível, Star Trek, Top Gun, Terminator, Jack Ryan, Transformers e G.I. Joe).
Em 13 de outubro de 2022, a Skydance concluiu uma rodada de investimento estratégico de US$ 400 milhões liderada por KKR, um investidor iniciante, e acompanhada pela família de Ellison, que é acionista majoritária.
Em 13 de abril de 2023, a Skydance Media apoiou um novo empreendimento do astro country Tim McGraw, chamado "Down Home"; com duas séries de roteiro em desenvolvimento, juntamente com planos de filmes e animações a seguir. Em 7 de julho, a Skydance conseguiu uma nova linha de crédito de US$ 1 bilhão, dando ao estúdio de cinema e TV maior flexibilidade para investir em suas linhas de negócios.
Em janeiro de 2024, foi relatado que David Ellison estava interessado em comprar a empresa-mãe da Paramount Global, National Amusements, de Shari Redstone. A Skydance manteve negociações exclusivas com a Paramount sobre uma fusão, mas o período expirou sem nenhum acordo fechado. Um comitê independente representando a Paramount recomendaria uma oferta revisada de Ellison que faria com que a Skydance comprasse a National Amusements por US$ 2 bilhões. Em junho de 2024, a CNBC informou que a Skydance e Paramount concordaram com os termos de uma fusão.

## Filmes

### Lançados
| Lançamento              | Título                                    | Coprodução | Distribuidor(es) |
| ----------------------- | ----------------------------------------- | --- | --- |
| 22 de setembro de 2006  | Flyboys                                   | Metro-Goldwyn-Mayer, Ingenious Film Partners e Electric Entertainment                                                                                   | MGM Distribution Co. |
| 22 de dezembro de 2010  | Bravura Indômita                          | Mike Zoss Productions e Scott Rudin Productions | Paramount Pictures |
| 21 de dezembro de 2011  | Missão Impossível – Protocolo Fantasma    | Bad Robot Productions e TC Productions | Paramount Pictures |
| 19 de dezembro de 2012  | Minha Mãe é Uma Viagem                    | Michaels/Goldwyn | Paramount Pictures |
| 21 de dezembro de 2012  | Jack Reacher - O Último Tiro              | TC Productions | Paramount Pictures |
| 28 de março de 2013     | G.I. Joe: Retaliação                      | Metro-Goldwyn-Mayer, Hasbro Studios e Di Bonaventura Pictures                                                                                           | Paramount Pictures |
| 16 de maio de 2013      | Além da Escuridão - Star Trek             | Bad Robot Productions e K/O Paper Products | Paramount Pictures |
| 21 de junho de 2013     | Guerra Mundial Z                          | Plan B Entertainment e GK Films | Paramount Pictures |
| 17 de janeiro de 2014   | Operação Sombra - Jack Ryan               | Di Bonaventura Pictures | Paramount Pictures |
| 1 de julho de 2015      | O Exterminador do Futuro: Gênesis         | China Movie Channel | Paramount Pictures |
| 31 de julho de 2015     | Missão Impossível - Nação Secreta         | Bad Robot Productions, Alibaba Pictures, China Movie Channel, TC Productions                                                                            | Paramount Pictures |
| 22 de julho de 2016     | Star Trek: Sem Fronteiras                 | Alibaba Pictures, Huahua Media, Bad Robot Productions, Sneaky Shark e Perfect Storm Entertainment                                                       | Paramount Pictures |
| 21 de outubro de 2016   | Jack Reacher - Sem Retorno                | TC Productions, Shanghai Film Group e Huahua Media | Paramount Pictures |
| 24 de março de 2017     | Vida                                      | Columbia Pictures e Mockingbird Pictures | Sony Pictures Releasing |
| 25 de maio de 2017      | Baywatch: S. O. S. Malibu                 | sob Uncharted; Shanghai Film Group, Huahua Media, Seven Bucks Productions, The Montecito Picture Company, Fremantle Productions e Flynn Picture Company | Paramount Pictures |
| 20 de outubro de 2017   | Tempestade: Planeta em Fúria              | Electric Entertainment e RatPac-Dune Entertainment | Warner Bros. Pictures |
| 23 de fevereiro de 2018 | Aniquilação                               | Scott Rudin Productions e DNA Films | Paramount Pictures (distribuição nos EUA e China) e Netflix (distribuição internacional)                                            |
| 27 de julho de 2018     | Missão Impossível – Efeito Fallout        | Alibaba Pictures, Bad Robot Productions e TC Productions                                                                                                | Paramount Pictures |
| 11 de outubro de 2019   | Projeto Gemini                            | Alibaba Pictures, Fosun Pictures e Jerry Bruckheimer Films                                                                                              | Paramount Pictures |
| 1 de novembro de 2019   | O Exterminador do Futuro: Destino Sombrio | 20th Century Fox, Tencent Pictures, TSG Entertainment e Lightstorm Entertainment                                                                        | Paramount Pictures (distribuição nos EUA), 20th Century Fox (distribuição internacional) e Tencent Pictures (distribuição na China) |
| 13 de dezembro de 2019  | 6 Underground                             | Bay Films | Netflix |
| 10 de julho de 2020     | The Old Guard                             | Denver and Delilah Productions | Netflix |
| 30 de abril de 2021     | Sem Remorso                               | Paramount Pictures, Weed Road Pictures, Outlier Society e Midnight Radio Productions                                                                    | Amazon Studios |
| 2 de julho de 2021      | A Guerra do Amanhã                        | Paramount Pictures, New Republic Pictures, Phantom Four Films e Lit Entertainment Group                                                                 | Amazon Studios |
| 23 de julho de 2021     | Snake Eyes                                | Metro-Goldwyn-Mayer, Entertainment One e di Bonaventura Pictures                                                                                        | Paramount Pictures |
| 11 de março de 2022     | O Projeto Adam                            | 21 Laps Entertainment e Maximum Effort | Netflix |

### Próximos lançamentos
| Lançamento             | Título                           | Coprodução                                                                    | Distribuidor(es)   |
| ---------------------- | -------------------------------- | ----------------------------------------------------------------------------- | ------------------ |
| 27 de maio de 2022     | Top Gun: Maverick                | Don Simpson/Jerry Bruckheimer Films, TC Productions e Tencent Pictures        | Paramount Pictures |
| 5 de agosto de 2022    | Luck                             | Paramount Pictures e Skydance Animation Madrid                                | Apple TV+          |
| 11 de novembro de 2022 | Spellbound                       | Paramount Pictures e Skydance Animation Madrid                                | Apple TV+          |
| 9 de junho de 2023     | Transformers: Rise of the Beasts | Entertainment One, Di Bonaventura Pictures, New Republic Pictures e Bay Films | Paramount Pictures |
| 14 de julho de 2023    | Mission: Impossible 7            | TC Productions, New Republic Pictures e Bad Robot Productions                 | Paramount Pictures |
| 22 de dezembro de 2023 | Star Trek 4                      | Bad Robot Productions                                                         | Paramount Pictures |
| 28 de junho de 2024    | Mission: Impossible 8            | TC Productions e Bad Robot Productions                                        | Paramount Pictures |
| TBA                    | The Greatest Beer Run Ever       | Andrew Muscato Productions                                                    | Apple TV+          |
| TBA                    | Rainbow Six                      | Weed Road Pictures, Outlier Society e Midnight Radio Productions              | Paramount Pictures |
| TBA                    | G.I. Joe: Ever Vigilant          |                                                                               | Paramount Pictures |

### Em desenvolvimento
| Título            | Coprodução                                  | Distribuidor(es)   |
| ----------------- | ------------------------------------------- | ------------------ |
| Bermuda           | TBA                                         | Paramount Pictures |
| Buck Rogers       | TBA                                         | Paramount Pictures |
| Ghosted           | TBA                                         | Apple TV+          |
| The Gorge         | Crooked Highway                             | Paramount Pictures |
| Heart of Stone    | Pilot Wave                                  | Netflix            |
| Filme de Spy Kids | Spyglass Media Group e Troublemaker Studios | Netflix            |
| Summer Frost      | Temple Hill Entertainment                   | Paramount Pictures |

## Skydance Television

### Séries de televisão
| Primeira transmissão   | Última transmissão      | Título                                       | Rede de Transmissão | Temporadas | Episódios | Produção                                                          |
| ---------------------- | ----------------------- | -------------------------------------------- | ------------------- | ---------- | --------- | ----------------------------------------------------------------- |
| 27 de julho de 2014    | 15 de dezembro de 2015  | Manhattan                                    | WGN America         | 2          | 23        | Lionsgate Television, Skydance Television, Tribune Studios        |
| 8 de maio de 2015      | TBA                     | Grace and Frankie                            | Netflix             | 6          | 78        | Okay Goodnight!, Skydance Television                              |
| 1 de outubro de 2017   | 6 de janeiro de 2018    | Ten Days in the Valley                       | ABC                 | 1          | 10        | Sob Uncharted                                                     |
| 2 de fevereiro de 2018 | 27 de fevereiro de 2020 | Altered Carbon                               | Netflix             | 2          | 18        | Skydance Television                                               |
| 4 de junho de 2018     | 30 de julho de 2018     | Dietland                                     | AMC                 | 1          | 10        | Sob Uncharted                                                     |
| 6 de junho de 2018     | TBA                     | Condor                                       | Audience Network    | 1          | 10        | MGM Television, Skydance Television, Paramount Television         |
| 31 de agosto de 2018   | TBA                     | Jack Ryan                                    | Amazon              | 2          | 16        | Paramount Television Studios, Skydance Television, Platinum Dunes |
| TBA                    | TBA                     | Série de Miraculous: As Aventuras de Ladybug | TBA                 | TBA        | TBA       | ZAG Inc.                                                          |
| TBA                    | TBA                     | Foundation                                   | Apple TV+           | TBA        | TBA       | Skydance Television                                               |
| TBA                    | TBA                     | Sword Art Online                             | Netflix             | TBA        | TBA       | Skydance Television                                               |
| TBA                    | TBA                     | Série de Steins;Gate                         | TBA                 | TBA        | TBA       | Skydance Television                                               |

## Skydance Interactive
Skydance Interactive é um estúdio de jogos focado no desenvolvimento de títulos ambiciosos, gerenciamento de licenças de projetos para outros desenvolvedores e desenvolvimento de mecânicas de jogo e software inovadores para VR e plataformas emergentes. A divisão da Skydance Media foi lançada em 2016. Em 2017, seu primeiro jogo de realidade virtual, Archangel, foi lançado. O jogo recentemente se expandiu para uma atualização multijogador online, Archangel: Hellfire.
Em 2017, a Skydance Interactive fez parceria com a Skybound Entertainment para desenvolver uma série de videogames originais de realidade virtual baseados no mundo expansivo do universo de The Walking Dead, The Walking Dead: Saints & Sinners foi o título inaugural co-desenvolvido pelas duas empresas.

### Jogos
| Lançamento            | Título                             |
| --------------------- | ---------------------------------- |
| 18 de julho de 2017   | Archangel                          |
| 6 de abril de 2018    | PWND                               |
| 23 de janeiro de 2020 | The Walking Dead: Saints & Sinners |

## Skydance Animation
A Skydance formou uma parceria de vários anos em março de 2017 com a Ilion Animation Studios, com sede em Madri e, em julho, anunciou seus dois primeiros filmes de animação - Luck, que estreia em 18 de fevereiro de 2022, e Spellbound, agendado para em 11 de novembro de 2022. Em 10 de outubro de 2017, Bill Damaschke foi contratado para chefiar a divisão como Presidente de Animação e Entretenimento Familiar.
Skydance Animation contratou os diretores Alessandro Carloni para dirigir Luck, Vicky Jenson para dirigir Spellbound e Nathan Greno para dirigir Pookoo (anteriormente chamado Powerless). Peggy Holmes foi mais tarde anunciada como a nova diretora de Luck, substituindo Carloni, que deixou o filme devido diferenças criativas.
A Skydance Animation contratou o ex-CCO da Pixar e Walt Disney Animation Studios, John Lasseter, como chefe de animação no final de janeiro de 2019, suplantando Damaschke. Esta decisão foi recebida com desaprovação de alguns contribuintes para vários projetos Skydance, devido a alegações anteriores de má conduta sexual contra Lasseter durante seu tempo com a Pixar. Por outro lado, Damaschke afirmou que muitas pessoas "[...] tinham sentimentos fortes e sentiram que era a coisa certa a fazer [...] e estavam animadas para trabalhar com ele" e que "[. ..] definitivamente não foi uma situação em preto e branco.". Emma Thompson daria voz a uma personagem de Luck, mas deixou o projeto depois que Lasseter foi contratado.
Holly Edwards, que anteriormente atuou como Chefe de Produção da Skydance Animation, foi promovida ao cargo de Presidente da Skydance Animation.
Skydance formalmente adquiriu Ilion Studios e rebatizou-o como Skydance Animation Madrid em abril de 2020. Em 30 de julho, o estúdio nomeou Shane Prigmore para o cargo recém-criado de Vice-Presidente Sênior de Desenvolvimento de Animação, no qual ele supervisionará o desenvolvimento criativo de todos os filmes e séries de televisão. Em 16 de dezembro de 2020, a Apple TV+ entrou em negociações para assumir os direitos de distribuição dos filmes Luck e Spellbound. Mais recentemente, a Apple assinou um acordo geral com a Skydance Animation, que incluía filmes de animação e séries de televisão. Isso inclui uma adaptação para a TV do romance The Search for WondLa, de Tony DiTerlizzi. A série recebeu luz verde por duas temporadas e contará com a showrunner Lauren Montgomery como produtora executiva e roteirista.
Em fevereiro de 2022, foi anunciado que Brad Bird reviveria seu projeto há muito adormecido Ray Gunn para a Skydance Animation.
Em 16 de março de 2022, Rich Moore revelou que assinou um contrato exclusivo de vários anos com a Skydance Animation.

### Filmes
| Título                  | Lançamento          | Co-produção                                   | Distribuidor(es) |
| ----------------------- | ------------------- | --------------------------------------------- | ---------------- |
| Luck                    | 5 de agosto de 2022 | Paramount Pictures, Skydance Animation Madrid | Apple TV+        |
| Spellbound              | 2024                | Paramount Pictures, Skydance Animation Madrid | Apple TV+        |
| Pookoo                  | TBA                 | Paramount Pictures, Skydance Animation Madrid | Apple TV+        |
| The Fourteenth Goldfish | TBA                 | Paramount Pictures, Skydance Animation Madrid | Apple TV+        |
| Ray Gunn                | TBA                 | TBA                                           | TBA              |

### Séries de televisão
| Título                | Canal de transmissão | Estreia | Notas                                                   |
| --------------------- | -------------------- | ------- | ------------------------------------------------------- |
| The Search for WondLa | Apple TV+            | TBA     | Baseado no romance homônimo de 2010, de Tony DiTerlizzi |

### Curtas-metragens
| Título | Lançamento            | Distribuidor(es) | Diretor   |
| ------ | --------------------- | ---------------- | --------- |
| Blush  | 1º de outubro de 2021 | Apple TV+        | Joe Mateo |

## Skydance New Media
Skydance New Media é um estúdio separado de desenvolvimento de videogames fundado pela Skydance em novembro de 2019, liderado por Amy Hennig. Em outubro de 2021, o estúdio anunciou uma colaboração com a Marvel Entertainment para um jogo de ação e aventura.

## Skydance Sports
Skydance Sports é um estúdio separado de desenvolvimento de filmes e televisão fundado pela Skydance em janeiro de 2022, liderado por Jon Weinbach. No mesmo mês, foi anunciado que o estúdio fechou um acordo de coprodução com a Meadowlark Media, além de anunciar dois novos projetos de televisão sem roteiro. Em março de 2022, foi anunciado que Religion of Sports produziria The Owl com a Skydance Sports. Em abril de 2022, foi anunciado que a Skydance Sports produziria um filme de drama baseado na Nike com direção de Ben Affleck.

### Filmes
| Lançamento | Título                   | Empresas de coprodução             | Distribuidor(es) |
| ---------- | ------------------------ | ---------------------------------- | ---------------- |
| TBA        | Drama sem título da Nike | Amazon Studios e Mandalay Pictures | Amazon Studios   |

### Séries de televisão
| Lançamento | Título                                   | Rede de transmissão | Empresas de coprodução                    |
| ---------- | ---------------------------------------- | ------------------- | ----------------------------------------- |
| 2022       | Good Neighbours                          | TBA                 | Meadowlark Productions                    |
| TBA        | The Owl                                  | TBA                 | Religion of Sports e Exile Content Studio |
| TBA        | Documentário sem título de Diana Taurasi | TBA                 | Meadowlark Productions                    |